# Christian Berentz
Pour les articles homonymes, voir Berentz et Bernetz.

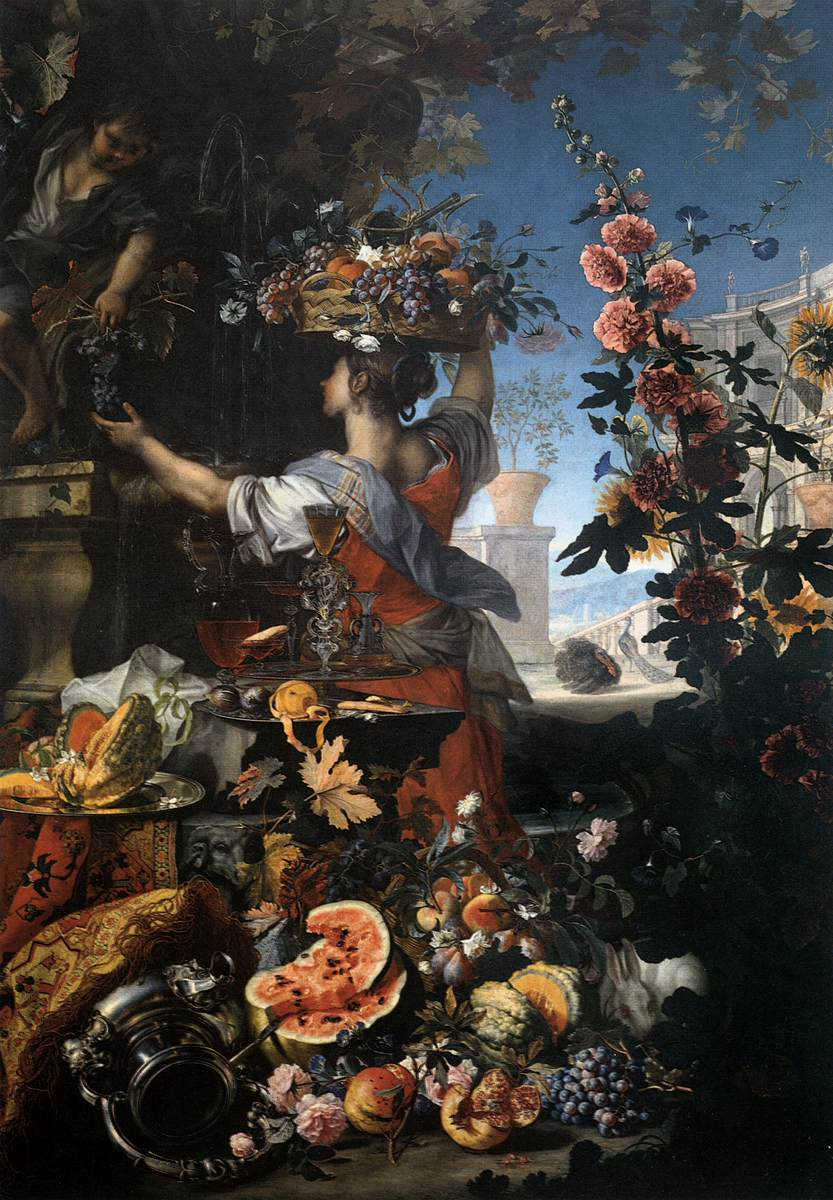
Nature morte de fleurs et de fruits avec une femme cueillant des raisins par Berentz et Carlo Maratta, Musée national de Capodimonte, 1689.

Christian Berentz ou Bernetz (1658–1722) est un peintre baroque allemand.

## Biographie
Berentz naît à Hambourg en Allemagne en 1658. Il est l'élève d'Hermann Kamphusen de 1667 à 1673 puis de Georg Hainz de 1673 à 1677.  Dans les années 1677-1679, il voyage à travers les Pays-Bas et en 1679, à Venise et à Rome où il séjourne, dans les années 1700, dans la maison du « marquis » Pallavicini. Comme Frans Werner Tamm (dit Dapper), il devient le professeur de Pietro Navarra et est également enregistré travaillant dans le studio de Carlo Maratta avec qui, en 1696, il crée, une Nature morte de fleurs et de fruits avec une femme cueillant des raisins (Musée national de Capodimonte, Naples).
Berentz est connu pour ses natures mortes à la manière de Pieter Claesz, Maximilian Pfeiler, Willem Kalf, Pieter Gerritsz van Roestraten et Francesco Noletti dans lesquelles il  introduit des thèmes nord-européens.
Il meurt à Rome en 1722. 